# Gunnar Sundbärg

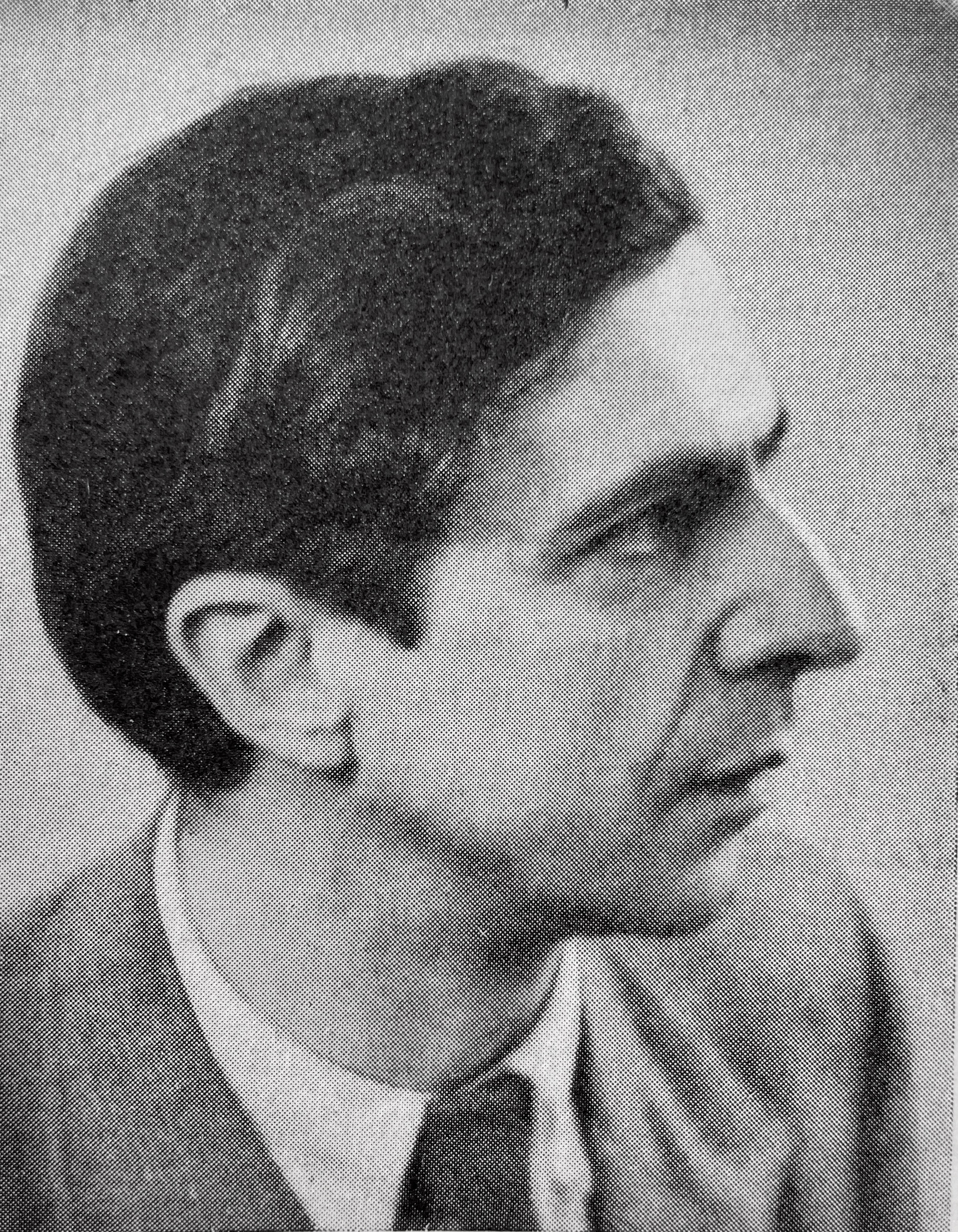
Gunnar Sundbärg, arkitekt.

Gunnar Fredrik Göran Sundbärg, född 2 december 1900 i Jönköpings Kristina församling, död 4 mars 1978 i Helsingborgs Maria församling, var en svensk arkitekt. Han var son till Fredrik Sundbärg. 
Efter studentexamen i Landskrona 1919 utexaminerades Sundbärg från Kungliga Tekniska högskolan 1923, studerade vid Kungliga Konsthögskolan 1925–27 och erhöll hertiglig medalj 1927. Han företog studieresor till Frankrike 1922, Italien 1923, Finland 1929, Tyskland, Österrike, Schweiz, Tjeckoslovakien, Italien, Frankrike och England som Jenny Lind-stipendiat 1930–31, till Danmark, Nederländerna och Frankrike 1934 samt till Schweiz 1948. 
Sundbärg var arkitekt vid Stockholms stadsplanekontor 1924–29, vid Göteborgs 1932–45 och stadsplanechef i Helsingborg från 1945. Han var sekreterare i Tekniska samfundets i Göteborg avdelning för husbyggnadskonst 1936–41, ordförande 1942–43. Han utförde stadsplaner och ritade hyreshus. Han författade uppsatser i fack- och dagspress och var medarbetare i Tekniken och framtiden 1946.